# Equipe cazaque Copa Billie Jean King
A equipe cazaque na Copa Billie Jean King representa o Cazaquistão na Copa Billie Jean King, principal competição de tênis feminina por equipes do mundo. É administrada pela Kazakhstan Tennis Federation.

## Última convocação
Para o Finals de 2023, em novembro:
- Anna Danilina
- Zhibek Kulambayeva
- Yulia Putintseva
- Elena Rybakina
- Aruzhan Sagandikova